# Volkswagen Schwimmwagen
La Volkswagen Schwimmwagen è un veicolo militare anfibio per il trasporto leggero, prodotto dalla Volkswagen. Venne prodotto durante la seconda guerra mondiale fino al 1944 in circa 15000 esemplari.

## Il contesto

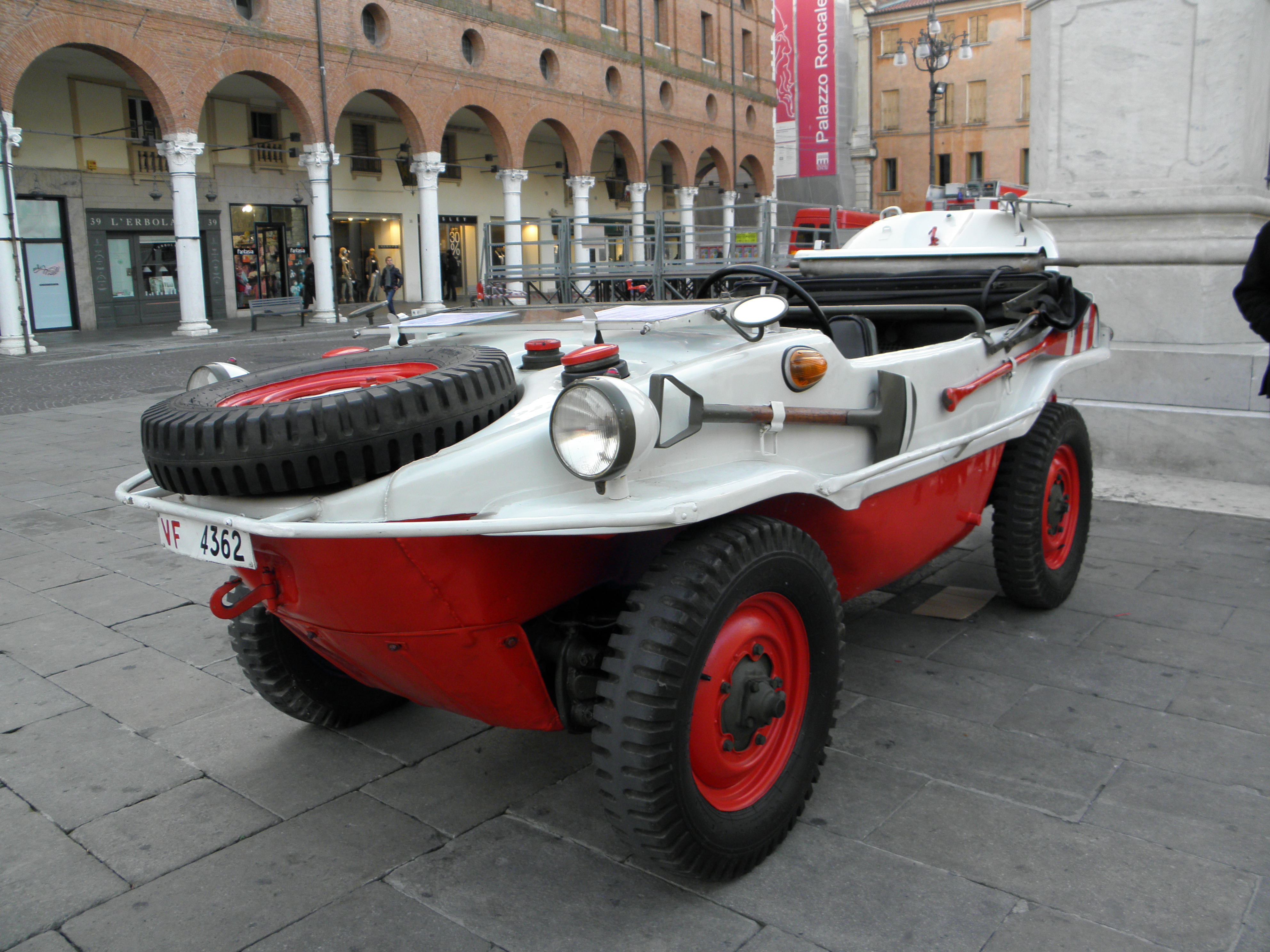
Un VW Schwimmwagen nei colori dei vigili del fuoco italiani

Il veicolo era basato sulla meccanica della Kübelwagen, ma era equipaggiato con un motore a benzina sensibilmente più potente.
Il VW Schwimmwagen venne prodotto a partire dal 1940 in un discreto numero di esemplari, soprattutto se ne consideriamo le particolarità, vennero prodotti ben 14.625 esemplari. 
La produzione cessò nel 1944 a causa di bombardamenti che portarono alla mancanza di materie prime. Lo Schimmwagen venne usato soprattutto dalla fanteria e dai paracadutisti.
Il mezzo era un 4x4  e montava pneumatici speciali: recava,intubata dietro la carrozzeria, una piccola elica, che era normalmente ripiegata verso l'alto per non essere danneggiata. Poteva trasportare fino a 4 passeggeri ma non aveva protezione né armamento. Lo scafo era caratterizzato da un profilo "a ciambella", con i cassoni di galleggiamento presenti sia anteriormente che posteriormente. Il veicolo, scoperto, era molto piccolo ed agile, e si dimostrò all'altezza sulla sabbia come sull'acqua. Alcuni esemplari vennero spediti in Nord Africa, ma la maggior parte venne inviata in URSS.
Lo Schwimmwagen era una preda bellica molto ambita dagli Alleati, che catturavano quelli che potevano per usarli soprattutto come trofeo. In ogni caso non vi erano praticamente equivalenti nel loro arsenale, eccetto l'onnipresente Jeep in versione anfibia. Alcuni mezzi esistono ancora, classificati come mezzi d'epoca.